# Celedonio Junco de la Vega
Celedonio Junco de la Vega Jáuregui (Matamoros, Tamaulipas, 23 de octubre de 1863 - Monterrey, Nuevo León, 3 de febrero de 1948) fue un escritor, periodista, dramaturgo y  académico mexicano. 

## Semblanza biográfica
Fue hijo del asturiano Manuel Junco de la Vega y de la neoleonesa Eugenia Jáuregui. Realizó sus estudios en su ciudad natal en el Colegio de San Juan, en donde conoció al poeta José Arrese y Francisco León de la Barra, quien después fue presidente interino de México. Desde1889 se estableció en la ciudad de Monterrey en donde trabajó como empleado bancario. En 1893, se casó con Elisa Voigt, con quien tuvo quince hijos, entre ellos el escritor Alfonso Junco.
Paralelamente colaboró como articulista para El Espectador, El Grano de Arena, La Defensa, el Pierrot, El Porvenir (1919 a 1922) y El Sol de Monterrey (1922 a 1937). Utilizó diversos seudónimos, entre ellos Y Griega, Martín de San Martín, Rubén Rubín, Ramiro Ramírez, Armando Camorra, Quintín Quintana, Modesto Rincón y Pepito Oria. 
Sus poemas y sonetos fueron galardonados en diversas ocasiones, destacando los himnos y sonetos dedicados a Miguel Hidalgo en Pachuca y Guadalajara así como el dedicado A la ciudad de Monterrey recitado durante las fiestas del Centenario de la Independencia Mexicana. En 1911, después del triunfo de la revolución maderista, aceptó ser secretario particular de Ernesto Madero Farías, tío de Francisco I. Madero, y quien se desempeñó como titular de la Secretaría de Hacienda y Crédito Público durante los gobiernos de Francisco León de la Barra y de su sobrino. Sin embargo, regresó a Monterrey apartándose de la política tras los hechos ocurridos durante la Decena Trágica.
En 1917,  José López Portillo y Rojas, Enrique González Martínez y Enrique Fernández Granados lo propusieron como miembro correspondiente de la Academia Mexicana de la Lengua, elección que fue aceptada. Su obra es reconocida como perteneciente al neoclasicismo regiomontano. Sufrió una hemiplejia, murió en Monterrey el 3 de febrero de 1948.

## Obras

### Obras literarias
- Versos, composiciones recopiladas con prólogo de Juan de Dios Peza, 1895.
- Sonetos, con prólogo de José López Portillo y Rojas, 1904.
- Musa provinciana, 1911.

### Obras teatrales
- El retrato de papá
- Todo por el honor
- Tabaco y rapé
- La familia modelo
- Dar de beber al sediento, estrenada por Prudencia Griffel en 1909.